# @onefive
@onefive（日语： Wanfaibu）是日本Amuse於2019年10月20日推出的四人女子音樂團體。所屬唱片公司為avex trax。團體名「@onefive」是因為成員在15歲時組成，並珍惜一生一遇的緣分。「@」包含了「從我們」、「從此時此地」的含義。官方歌迷名稱為「@fifth」。成員都是櫻花學院的前成員。

## 成員
| 藝名 | 本名        | 本名 | 出生日期 出生地          |
| 藝名 | 漢字        | 讀法 | 出生日期 出生地          |
| ---- | ----------- | ---- | ------------------------ |
| KANO | 藤平 華乃   |      | 2004年8月28日 日本千葉縣 |
| SOYO | 吉田 爽葉香 |      | 2004年6月14日 日本大阪府 |
| GUMI | 有友 緒心   |      | 2004年9月7日 日本千葉縣  |
| MOMO | 森 萌々穂   |      | 2004年12月8日 日本東京都 |

## 音樂作品

### 正規專輯
- 2022年2月2日《1518（英语：1518 (album)）》[10]
- 2024年4月17日《Classy Crush（英语：Classy Crush）》[11]

### EP
- 2025年3月26日《more than kawaii》[12]

### 單曲
- 2020年6月24日《まだ見ぬ世界》(Mada Minu Sekai)[13]
- 2021年3月3日《BBB》[14]
- 2023年5月24日《Chance×Change》[15]
- 2023年8月23日《Justice Day》[16]

#### 數位單曲
- 2019年10月20日《Pinky Promise》[17]
- 2020年10月20日《雫》(Shizuku)[18]
- 2021年11月24日《Underground》[19]
- 2021年12月1日《Just for you》[20]
- 2022年11月6日《未来図》(Miraizu)[21]
- 2023年4月1日《Chance》[22]
- 2023年11月22日《F.A.F.O》[23]
- 2024年1月17日《ChocoLove》[24]
- 2024年8月14日《KAGUYA》[25]
- 2024年10月16日《Love Call》[26]
- 2025年1月15日《Liar Liar》[12]
- 2025年2月14日《KAWAII KAIWAI》[27]
- 2025年8月1日《Alps Vibes》[28]

## 外部連結
- 官方网站
- @onefive Amuse （页面存档备份，存于）
- @onefive Avex （页面存档备份，存于）
- @onefive的新浪微博
- @onefive的Instagram帳戶
- @onefive的X（前Twitter）
- YouTube上的@onefive頻道